# Cäcilia Schmidhuber
Maria Cäcilia Schmidhuber, auch Schwester Maria Cäcilia (* 1880; † nach 1936) war eine Ordensfrau und Komponistin in Salzburg. Sie schuf Geistliche Musik.

## Leben und Werk
In den 1910er Jahren gehörte Schmidhuber dem Kloster Unserer Frau von der Liebe in Salzburg an. Das Kloster unterhielt das Zufluchtshaus St. Josef im Nonntal, in dem junge, „verwahrloste“ Mädchen versorgt und unterrichtet wurden. Schmidhuber war dort über Jahre als Ordensschwester Maria Cäcilia tätig.
Ihre „Deutsche Singmesse für das Volk: Erbarme dich unser, allmächtiger Gott“ (Nr. 1), die „Marien-Volks-Singmesse Allmächtiger ewiger Gott“ (Nr. 5) und „O Herz, der Gottheit Thron“ gehören zu den beliebtesten Betsingmessen.

## Veröffentlichte Werke
- Deutsche Singmesse für das Volk: „Erbarme dich unser, allmächtiger Gott“(1912); Text Heinrich Dieter,[7] 1912, Verlag Georg Lorenz, Salzburg[2][8] in mehreren Auflagen;[9] 1970, Buchdr. Meyerhans[10]
- Deutsche Singmesse zu Ehren des hlgst. Herzens Jesu: O Herz der Gottheit Thron (1927)[11]
- Deutsche Singmesse: „Marien-Volks-Singmesse Allmächtiger ewiger Gott“
- Deutsche Singmesse: „O Herz, der Gottheit Thron“
- Deutsche Singmesse: O Jesu Herz, erbarme dich![11]
- Deutsches Requiem: Trauermesse für variable Quartettbesetzungen
- Deutsches Requiem, Trauermesse für variable Quartettbesetzungen & Orgel ad.lib. Wertach Musikverlag, Kaltental (wertach-musik.de – Notenblätter/Partitur, Arrangeur: Horst Blaßl).